# Ē͘
Cette page contient des caractères spéciaux ou non latins. S’ils s’affichent mal (▯, ?, etc.), consultez la page d’aide Unicode.
Ē͘ (minuscule : ē͘), appelé E macron point suscrit à droite, est une lettre utilisée dans la transcription pe̍h-ōe-jī utilisé pour l’écriture de dialectes de Zhangzhou dont notamment le hokkien de Penang (en).
Elle est formée de la lettre E diacritée d’un macron et d’un point suscrit à droite.

## Représentations informatiques
Le E macron point suscrit à droite peut être représente avec les caractères Unicode suivants :
- composé et normalisé NFC (latin étendu A, diacritiques)[1],[2] :

| formes    | représentations | chaînes de caractères | points de code | descriptions                                                        |
| --------- | --------------- | --------------------- | -------------- | ------------------------------------------------------------------- |
| capitale  | Ē͘               | Ē◌͘                    | U+0112 U+0358  | lettre majuscule latine e macron diacritique point en chef à droite |
| minuscule | ē͘               | ē◌͘                    | U+0113 U+0358  | lettre minuscule latine e macron diacritique point en chef à droite |

- décomposé (latin de base, diacritiques) :

| formes    | représentations | chaînes de caractères | points de code       | descriptions                                                                    |
| --------- | --------------- | --------------------- | -------------------- | ------------------------------------------------------------------------------- |
| capitale  | Ē͘               | E◌̄◌͘                   | U+0045 U+0304 U+0358 | lettre majuscule latine e diacritique macron diacritique point en chef à droite |
| minuscule | ē͘               | e◌̄◌͘                   | U+0065 U+0304 U+0358 | lettre minuscule latine e diacritique macron diacritique point en chef à droite |